# Swallow the Sun
Swallow the Sun — фінський рок-гурт, який виконує музику переважно в стилі дум та мелодійний дез-метал.

## Історія гурту
Гурт було сформовано навесні 2000-го року Юхою Райвіо та Пасі Пасаненом, котрі раніше грали в «Plutonium Orange». Вони репетирували кілька пісень, однією з котрих була «Through Her Silvery Body» з першого демо «Out of This Gloomy Light». У 2001 році до гурту приєдналися гітарист Маркус Ямсен, котрого Райвіо та Пасанен знали за попередніми колективами, та вокаліст Мікко Котамякі з «Funeris Nocturnum», а незабаром після першої репетиції також басист Матті Хонконен і клавішник Алексі Мунтер. Навесні 2002 вони почали готувати репертуар для свого першого демозапису, випущеного в січні 2003 року. Запис здійснювався в студії Sam's Workshop спільно з Самі Кокко.
Через кілька місяців після запису першого демо був підписаний контракт із лейблом Firebox Records. Протягом наступних трьох тижнів вони записали свій дебютний альбом «The Morning Never Came». У лютому 2005 року, «StS» випустили свій другий альбом «Ghosts of Loss». Сингл «Forgive Her…» зайняв 4-е місце у фінському чарті найкращих синглів Top 20 в перший тиждень релізу, і залишався в чарті 6 тижнів. Їх альбом також увійшов до чарту, посівши восьме місце: між Гвен Стефані та «System of a Down».
У 2006 році був підписаний контракт з Spinefarm Records. Того ж року гурт здійснив концертний тур по Європі. У січні 2007 року вийшов третій альбом «Hope». В записі альбому взяв участь Йоонас Ренске з «Katatonia».
В кінці 2007 «StS» вирушив у турне по США разом з «Katatonia», «Scar Symmetry» і «Insomnium». На початку 2008-го гурт розпочав запис четвертого студійного альбому «The Plague of Butterflies», який було випущено у вересні того ж року. 18 травня 2009 гурт полишив ударник Пасі Пасанен, його місце зайняв учасник фінського гурту «Wintersun», Каі Хахто (Kai Hahto). У листопаді 2009 року на Spinefarm Records вийшов наступний студійний альбом колективу, що отримав назву «New Moon».
2011-го розпочалася робота над наступним диском, котрий був записаний з вересня по жовтень із Мікко Карміла у студіях Drumforest, Sonic Pump 2 та Noisework. До альбому «Emerald Forest and the Blackbird» загалом увійшло 10-ть треків, реліз відбувся 1 лютого 2012 року.

## Склад

### Постійні учасники
- Матті Хонконен — бас-гітара
- Маркус Ямсен — гітара
- Мікко Котамякі — вокал
- Каі Хахто — ударні
- Юха Райвіо — гітара

### Колишні учасники гурту
- Пасі Пасанен — ударні
- Алексі Мунтер — клавішні

## Дискографія

### Демо
- Out of This Gloomy Light (2003)

### Альбоми
- The Morning Never Came (2003)
- Ghosts of Loss (2005)
- Hope (2007)
- The Plague of Butterflies (2008)
- New Moon (2009)
- Emerald Forest And The Blackbird (2012)
- Songs From The North (2015)

### Сингли
- Forgive Her… (2005)
- Don't Fall Asleep (Horror Pt. 2) (2007)